# Scindapsus suffruticosus
Scindapsus suffruticosus är en kallaväxtart som beskrevs av Cornelis Rugier Willem Karel van Alderwerelt van Rosenburgh. Scindapsus suffruticosus ingår i släktet Scindapsus och familjen kallaväxter.
Artens utbredningsområde är Sumatera. Inga underarter finns listade.